# آدم‌ربایی، به سبک قفقازی
«آدم‌ربایی، به سبک قفقازی» (روسی: Кавказская пленница) یک فیلم کمدی است به کارگردانی لئونید گائدای که در سال ۱۹۶۷ در اتحاد شوروی تهیه شد.
از بازیگران آن می‌توان به فرونزیک مکرتچیان و یوری نیکولین اشاره کرد.